# Musique de chambre
 (janvier 2023).
Pour l’article homonyme, voir Musique de Chambre (Joyce).

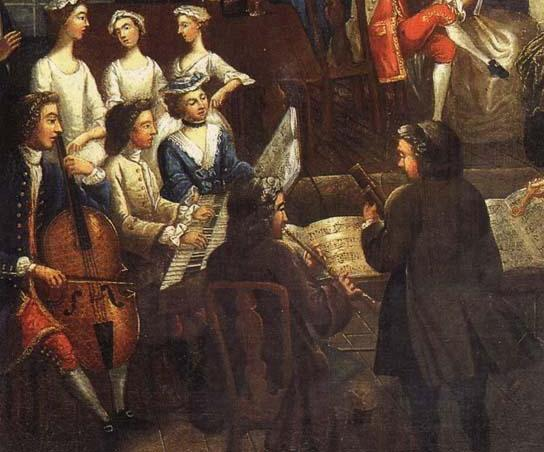
Musiciens baroques exécutant une sonate en trio. Toile anonyme du XVIIIe siècle.

Une œuvre de musique de chambre est une composition musicale destinée à un petit ensemble de cordes, bois, cuivres ou percussions, qui traditionnellement et avant l'affirmation des concerts publics, pouvait tenir dans la « grande chambre » d'un palais. Chaque partie est écrite pour un seul instrumentiste sans qu'il y ait à l'origine ni chef d'orchestre ni soliste attitré. Si certaines voix sont doublées ou triplées, particulièrement dans les cordes, on parle d'orchestre de chambre ; au-delà, on parle d'orchestre, avec le qualificatif de sa composition instrumentale (symphonique, à cordes, d'harmonie, de fanfare).
La conception de ces ensembles -  duos, trios, quatuors, quintettes, sextuors, septuors, octuors, nonettes et dixtuors - demande aux compositeurs une connaissance de l'harmonie, de la polyphonie, du contrepoint, de l'organologie. En musique classique, la composition de quatuors à cordes est le plus souvent considérée comme l'un des summums de l'écriture musicale.
Ces ensembles de quelques solistes, menant leur voix indépendamment des autres, ont le plus souvent comme « meneur » l'instrument le plus aigu (le premier violon dans le quatuor à cordes, le flûtiste dans le quintette à vent), mais certaines œuvres plus complexes ou d'un effectif plus important, nécessitent la présence (toujours facultative, mais souvent essentielle) d'un chef d'orchestre (Gran Partita pour 13 instruments à vent en si bémol majeur de Mozart, Sérénade en ré mineur, op. 44 pour vents, violoncelle et contrebasse de Dvořák).
En principe, le terme exclut les pièces comportant une partie chantée, malgré le caractère intimiste que revêtent souvent la mélodie et le lied. Certains compositeurs des XXe et XXIe siècles cependant, introduisent la voix dans des ensembles de musique de chambre, comme Schönberg dans son deuxième quatuor à cordes, op. 10 (1908), Ottorino Respighi dans Il tramonto (1914), Olivier Greif dans son Quatuor à cordes no 3 avec voix (1998) et Elena Ruehr dans son deuxième quatuor « Song of the Silkie » (2000). Dans certaines œuvres récentes, le compositeur choisit d'adjoindre une partie de sons fixés (bande magnétique ou CD par exemple) aux instruments acoustiques, voire de les amplifier à l'aide de microphones, ou même de transformer leur son grâce à l'ordinateur.

## Histoire
L'expression « musique de chambre » apparaît à la période baroque, les compositions qu'elle recouvre étant destinées à être jouées dans l'intimité des intérieurs de nobles ou d'amateurs fortunés. Dès le Moyen Âge et pendant la Renaissance de nombreux ensembles de cordes, de bois, de cuivres, mixtes ou en consort se forment et jouent indépendamment de la polyphonie vocale, mais suivant le plus souvent ses règles d'écriture à quatre voix (soprano, alto, ténor et basse). Ces compositions de camera s'opposent alors aux œuvres de la chiesa, de la chapelle et ainsi apparaissent comme l'expression d'une musique profane. Les sonates de Giovanni Legrenzi donnent leur titre définitif à ces compositions. À la fin du XVIIIe siècle, le quatuor à cordes devient l'expression la plus aboutie de la composition pour amateurs. Mozart et Haydn introduisent des formes qui séparent nettement la musique de chambre des symphonies pour orchestre.
Au tournant du  XXe siècle, avec Gustav Mahler et surtout Arnold Schönberg, elle quitte les espaces privés pour rejoindre l'orchestre et de nouveaux territoires.

## Les différents ensembles

### Les duos
Il existe de nombreux types de duos qui peuvent porter des titres les plus divers :
- du même instrument : souvent écrits dans un but pédagogique, certains ont dépassé le cadre d'une classe instrumentale, par exemple ceux pour 2 cors de Mozart, 2 violoncelles d'Offenbach, ceux pour 2 clarinettes ou 2 violons de Bartók ou pour 2 saxophones de Hindemith. Le piano est bien sûr un cas particulier avec des œuvres écrites soit pour piano quatre mains soit pour deux pianos ; il existe là un répertoire de concert spécifique et très varié, d'œuvres originales comme les Marches militaires de Schubert, les Danses hongroises de Brahms, les Danses slaves de Dvořák pour citer les plus connues) ou d'arrangements parfois faits par les auteurs eux-mêmes comme Ravel et son Boléro ;
- de deux instruments différents :
  - pour deux instruments mélodiques, ce sont souvent des œuvres de commande pour deux amis (…),
  - les plus fréquents associent un instrument mélodique et un instrument polyphonique comme l'immense répertoire des sonates pour instrument et clavier (piano, clavecin mais aussi orgue, harpe, guitare…). Les premiers exemples sont pour « dessus et basse continue » : le « dessus » pouvant être un violon, une flûte à bec ou traversière, un hautbois, une musette… ; la « basse continue » peut comprendre plusieurs instrumentistes (théorbe, viole de gambe, épinette, violoncelle, clavecin, basson ou guitare…) mais elle est toujours considérée comme une seule voix puisque tous doublent la partie de basse. Les sonates existent pour tous types de combinaisons et certains compositeurs comme Paul Hindemith se sont donné pour but d'en écrire pour chacun des instruments de l'orchestre.

### Les trios
En musique baroque, la sonate en trio (sonata a tre, triosonate) désigne une écriture à trois parties, mais pouvant être jouée par :
1. un musicien, par exemple les Six sonates en trio pour orgue de Jean-Sébastien Bach, (BWV 525 à BWV 530), une main par clavier plus la basse au pédalier ;
2. deux musiciens, sonates pour violon et clavecin concertant (BWV 1014-1019), une voix pour le violon, une pour la main droite et une pour la main gauche du clavecin ; cette dernière, sortant du rôle de basse continue, peut être occasionnellement doublée par un violoncelle ou un basson ;
3. trois musiciens, toutes solutions possibles sans basse continue ;
4. quatre (ou plus) musiciens, la « sonate en trio » est alors écrite pour deux dessus et une basse continue, cette dernière étant jouée par une basse mélodique (viole de gambe, violoncelle, basson…) et un ou plusieurs instruments polyphoniques (théorbe, guitare, épinette, clavecin, positif, orgue…) ;
5. cinq musiciens, la « sonate en trio » est alors écrite pour trois instruments mélodiques et une basse continue, cette dernière étant jouée par une basse mélodique (viole de gambe, violoncelle, basson…) et un ou plusieurs instruments polyphoniques (théorbe, guitare, épinette, clavecin, positif, orgue…). Exemples : les sonates en trio pour 2 hautbois, basson et basse continue de Fasch, Heinichen, Zelenka, avec une basse harmonisée au clavecin et / ou au théorbe, doublée par une contrebasse ou un violoncelle…

Par la suite, ce sont surtout les trios avec piano qui dominent, mais on trouve aussi des ensembles d'instruments de même famille comme le trio à cordes (violon, alto et violoncelle), le trio d'anches (hautbois, clarinette, basson), le trio de cuivres (trompette, cor, trombone). Certains compositeurs ont usé de formules plus audacieuses comme Mozart avec ses « trios pour cors de basset », Haydn et ses 126 Barytontrios pour baryton à cordes, alto et basse, Beethoven et son trio pour deux hautbois, cor anglais… Au cours du XXe siècle, des trios beaucoup plus audacieux (…).

### Les quatuors
Idéal de la musique occidentale classique, cette formule met en valeur au maximum le potentiel de la musique polyphonique et harmonique. Elle fut d'abord vocale, puis instrumentale et basée sur l'écriture à quatre voix superposées soprano, alto, ténor et basse. La formation reine de la musique de chambre est le quatuor à cordes, dont l'immense répertoire est à la fois un modèle, un but à atteindre et une source d'inquiétude pour chaque compositeur qui ose s'y risquer…
Il existe de nombreux autres quatuors d'instruments de même famille : on trouve ainsi des quatuors de saxophones, de trombones, de clarinettes, de violoncelles, de flûtes, de percussions...
Il existe des quatuors hétérogènes, comme le quatuor avec piano (violon, alto, violoncelle et piano), le quatuor d'anches (hautbois, clarinette, saxophone et basson), voire des ensembles combinant bois, cordes et instruments polyphoniques comme le Quartette op. 22 d'Anton Webern (violon, clarinette, saxophone et piano).

### Les quintettes
Les quintettes sont souvent une extension des quatuors à un autre instrument, comme les quintettes pour quatuor à cordes et contrebasse (une sorte de « petit orchestre »), piano, ou clarinette par exemple.
Il existe cependant trois formules entièrement originales : le quintette à vent (flûte, hautbois, clarinette, cor et basson), le quintette de cuivres (deux trompettes, cor, trombone et tuba) et, moins connu, le quintette instrumental avec harpe (flûte, harpe, violon, alto et violoncelle).

### Les sextuors, septuors, octuors, nonettes et dixtuors…
Les formules les plus connues sont pour cordes, mais aussi pour percussions ou clarinettes. Ils sont souvent l'occasion pour un compositeur d'entremêler des sonorités très variées, comme dans le Sextetto mistico de Heitor Villa-Lobos (flûte, hautbois, saxophone, célesta, harpe et guitare) ou le Septuor pour cordes, piano et trompette de Camille Saint-Saëns. Au-delà de sept instruments, on rejoint souvent les « petits ensembles », qui nécessitent en général la présence d'un chef d'orchestre, quoique Mozart (entre autres) ait écrit des octuors d'instruments à vent.

### Filmographie
- Mozart et la musique de chambre, films documentaires réalisés par Alex Szalat, ADAV, Paris, 1991, 2 parties : 1. L'Enfant de l'Europe ; L'Art de la fugue (1 cassette vidéo VHS, 2 × 52 min) ; 2. À mon cher ami Haydn ; Histoire d'un texte ; Mozart et les quintettes (1 cassette vidéo VHS, 3 × 52 min)